# دروس للأطفال
دُروس للأطفال هي سلسلة قصصية مكونة من أربعة كُتب للأطفال كل حسب مرحلتِه العمرية؛ ألَّفَت هذه السلسلة الكاتبة والشاعرة البارزة آنا ليتيشا باربولد في القرن الثامن عشر، بين عامي 1778 و1779. أحدثت هذه السلسلة ثورة في أدب الأطفال في المناطق الأمريكية والبريطانية، وللمرة الأولى تم التفكير باحتياجات القُراء من الأطفال وأنَّ النصوص تزداد صعوبتها كُلّما تحسن مستوى الطفل التعليمي.
استخدمت باربولد في كتابها هذا أسلوب المحادثة والذي اعتُبِر أول محاولة وتجربة لدمج علم التدريس مع أدب الأطفال البريطاني الأمريكي. كان كتابها نقاشًا بين طفل ووالدته حول الطبيعة. وبناءً على النظريات التعليمية لجون لوك فإن باربولد ركّزت في هذا المؤلَّف على التعليم باستخدام الحواس.
من أهم المبادئ التي شدّدت عليها باربولد في مؤلّفها هو أهمية الفرد كجزء من المجتمع. وبذلك كانت جزءاً من الكاتبات النِّسوِيات اللواتي آمنَّ بأهمية الترابط المجتمعي، وتجسّدت الأفكار الموجودة في هذه السلسلة، في شخصية تشارلز الذي كان يحاول استكشاف علاقته بالطبيعة، والحيوانات، والأشخاص وحتى علاقته بربّه.
كانت هذه السلسلة ذات تأثير عظيم في تطوير كُتب الأطفال في بريطانيا وأمريكا، فقد ألهمت العديد من الكاتِبات مثل: ماريا ايدجوورث وسارة تريمر وجاين تايلور وإلينور فين اللواتي أصبحن من أشهر الكاتِبات في أدب الأطفال.
ظلّ كِتاب دروس للأطفال يُطبع لأكثر من قرن، إلّا أنّه بسبب الانتقادات التي تعرّضت لها الكتب التعليمية - خاصة كتب باربولد وتريمر وغيرهن - من قِبَل معاصريهن من الكُتّاب الرومانسيين، لم يحظَ بشهرة واسعة ولم يَنَل اهتمام المختصين حتى مَطلع تِسعينِيات القرن الماضي.

## الكتب والبنية والنظرية التربوية

### الكتب والبنية

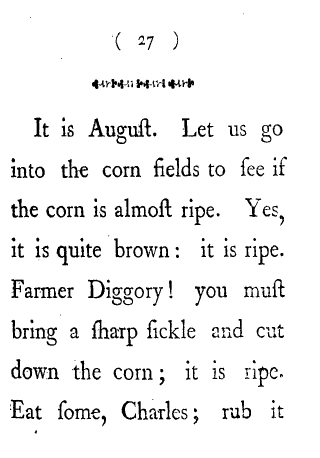
صفحة من كتاب باربولد دروس من أجل الأطفال الجزء الثاني والأول منه للأطفال ذوي الثلاثة أعوام (نسخة دبلن 1779) توضح هذه الصفحة الفراغ الكبير بين الكلمات والخط العريض.

يَصِفُ كِتاب دروس للأطفال أمٌّ تعلم ابنها. ومن المحتمل أن هذه الأحداث كانت مقتبسة عن تجربة باربولد في تدريس ابنها المتبنى تشارلز والذي كانت مواصفاته تطابق مواصفات الشخصية التي كتبتها. على الرغم من عدم وجود نسخ أولية لأعمالها إلا أنَّ الباحث ميتزي مايرز المتخصص بأدب الأطفال أخذ على عاتقه جمع النسخ من رسائل وأعمال باربولد فأصبحت كالتالي:
- دروس للأطفال من سن 2 إلى 3 سنوات 1778.
- دروس للأطفال لسن 3 سنوات الجزء الأول 1778.
- دروس للأطفال لسن 3 سنوات الجزء الثاني 1778.
- دروس للأطفال من سن 3 إلى 4 سنوات 1779.

ولاحقًا تم نشر كتبها في مجلد واحد.
وفقًا لما قاله الباحث وليام مكارثي، طالبت باربولد بطباعة كتبها بخط كبير وهوامش واسعة حتى يسهُل على الأطفال قراءتها؛ ولاحقًا اعْتُبِرت مُنشئة هذه الطريقة.
لاحظت كاتبة الأطفال ومؤسِسة مجلة الغارديان للتعليم سارة تريمر هذه الإنجازات، خصوصًا بعد استخدام باربولد للأوراق ذات النوعية الجيدة فكانت الكلمات تُطبع بخط كبير. جعلت هذه التغييرات إنتاج الكتب باهظة الثمن للغاية بالنسبة لأطفال الفقراء؛ وبالتالي ساعدت كتب باربولد في خلق جمالية خاصة لِكتب أطفال الطبقة الوسطى.
صُممت كتب باربولد للقارئ الذي يتقدم مستواه مع الوقت، فكتبها بدأت من كلمات بمقطع واحد وتطورت إلى كلمات بعدة مقاطع بحيث يشمل أول جزء من كتاب «دروس للأطفال» على عبارات بسيطة مثل: الحبر الأسود، وحذاء أبي الأسود، والورق الأبيض، وفستان تشارلز أبيض. بينما تزداد في الصعوبة في الجزء الثاني مثل: شهر شباط شديد البرودة والأيام فيه طويلة، ويأتي الزعفران الأصفر فتتفتح شجرة المازريون وهناك قطرات ثلج تنظر بخلِسة للأعلى برؤوسها الصغيرة.
تختلف باربولد عن نُظرائها الكُتاب بأنها تعطي تمهيدًا للقصة فهي تشرح عناصر القصة قبل أنَّ تبدأ بروايتها فكانت تريد تعليم تشارلز كيفية ربط تسلسل الأحداث بنفسه. ففي كتابها بدأت بشرح أيام الأسبوع قبل أنَّ يذهب تشارلز إلى فرنسا.

### النظرية التربوية
تؤكد باربولد على أهمية اللغات المختلفة وعلى محو الأمية فالقارئ لا يتعلم القراءة فحسب بل يكتسب القدرة على فهم الاستعارات والتجانس اللغوي. وعلى وجه التحديد احتوى المجلد الرابع فكرة التعزيز الشعري كما أشار مكارثي على القمر في قصيدة باربولد «التأمل في أمسية صيفية»:
| دروس للأطفال |  | التأمل في أمسية صيفية |
| --- |  | --- |
| يقول القمر اسمي القمر. أشرق لأمنحك الضوء في الليل عندما تغرب الشمس. أنا جميل جدًا وأبيض مثل الفضة. قد تنظر إلي دائمًا، لأنني لن أقوم بإحراق عينيك. وأنا لا أحرقك أبدًا. أنا معتدل ولطيف. سمحت حتى للديدان المتوهجة الصغيرة أن تتألق، والتي تكون مظلمة تمامًا في النهار. تتألق النجوم حولي، ولكني أكبر وأكثر إشراقًا من النجوم. وأبدو كأني لؤلؤة كبيرة من بين عدد من الألماس الصغير. عندما تكون نائمًا أشرق من خلال ستائرك بعوارض رقيقة. استمر بالنوم، أيها الولد الصغير المسكين، لن أزعجك. |  | لسان في كل نجم يتحدث مع الإنسان. ويخبره أن يكون حكيما. أو لا يخبره على الطلاق هذا الموت منتصف الليل هو ظهر الفكر، والحكمة تصعد مع قمة النجوم في هذه الساعات لا تزال الروح المجمعة تذهب إلى الداخل، وها هو غريب هناك من أصل راقٍ، وأكثر من بشر. فهو جنين الله وشرارة النار الإلهية الذي يجب أن تحترق للأبد، عندما تكون الشمس مخلوق عابر من يوم واحد أغلق عينك الذهبية، ولفها في ظلال وانسى رحلتك المعتادة من خلال الشرق. |

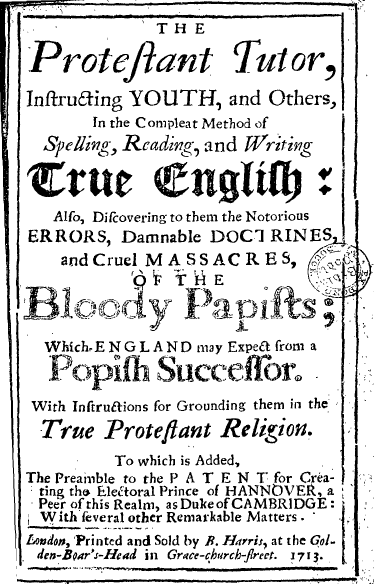
بنجامين هاريس هو معلم بروتستاني والذي كان مشهور لعقود فكان يعمل في «نيو انجلاند باريمر». كان الكُتاب أسلاف باربولد لا يستخدمون طريقتها ذات الهوامش العريضة والخط الكبير في طباعة الكتب.

قامت باربولد بتطوير أسلوب خاص بها؛ والذي اجتاح أدب الأطفال الأمريكي والبريطاني، فهو حوار غير رسمي بين الطفل والأبوين وركزت بأسلوبها على التواصل اللغوي. وبدأت الدروس باحتكار صوت الأم للحديث ولكن سرعان ما علا صوت تشارلز بعد أن اكتسب ثقة في قدرته على المحادثة والقراءة. أعُتبِر هذا الأسلوب نقدًا ضمنيًا لعلم التدريس في أواخر القرن الثامن عشر فكان التعليم تحفيظًا الطالب المواد عن ظهر قلب.
توضح باربولد في كتابها العلاقة بين الأم وابنها اللذان يقومان بنشاطات يومية ويأخذان جولات في الطبيعة، وعن طريق هذه النشاطات تعلم الأم تشارلز الاستكشاف عن العالم الذي يحيط به. واعتُبر هذا تحديًا للتربية الأرثوذكسية التي لم تشجع التعليم التجريبي. فكانت الأم تُعلم تشارلز عن الفصول وأوقات اليوم وأنواع المعادن المختلفة، فهي كانت تُشرِكه في العملية التعليمية بدلًا من وصفها له. أن هذه الطريقة جعلت تشارلز مُلمًا بعلم النبات وعلم الحيوان والحساب والتقويم والجغرافيا والأرصاد الجوية والزراعة والاقتصاد السياسي وعلم الفلك. وذلك حثهُ على السؤال باستمرار عن مختلف العلوم مما أثرى العملية التعليمية.
تستند أصول التدريس باربولد أساسًا على بعض الأفكار التي وضعها جون لوك حول التعليم عام 1893، وبناءً على نظرية لوك لترابط الأفكار والتي حدد فيها بعض أفكاره تُعتبر أفكار باربولد في التدريس الأكثر تأثرًا في بريطانيا في القرن الثامن عشر. كما تأثرت باربولد بأعمال ديفيد هارتلي الذي طور علم النفس الترابطي وبأعمال جوزيف بريستلي الذي كتب أيضًا عن علم النفس. وللمرة الأولى أصبح الفلاسفة التربويين يفكرون بعلم النفس التنموي فكانت باربولد والكاتبات بتلك الفترة متأثرين بالنصوص الأولى للأدب الذي كُتب من أجل عمر معين للقراء.

## المواضيع

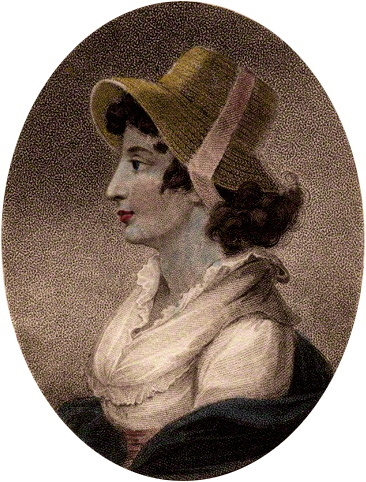
آنا ليتيشا باربولد (1743-1825)

لعبت الدروس دورًا في محو الأمية، بالإضافة إلى حث الطفل على الاندماج مع عناصر المجتمع وتنظيماته وغرس القيم والأخلاق وحثه على التفكير المنطقي. من أهم أهداف سلسلة كتب باربولد هو إثبات ذكاء وتفوق تشارلز على الحيوانات اللاتي يقابلها من خلال التفكير المنطقي. ويهدف جزء من السلسلة الكتبية لإثبات أن تشارلز أعلى شأنًا من الحيوانات التي يجتمع بها لأنه قادر على المحادثة والتعليل فهو أفضل منها. فبدأت دروس للأطفال الجزء الثانى لسن 3 سنوات بسؤال:
«هل لديك فكرة لماذا أنت أفضل من القط؟ فالقط مثلك يستطيع اللعب وشرب الحليب والاستلقاء على السجادة وهو قادر على الركض أسرع منك بكثير حتى أنَّه يستطيع اصطياد الفئران وهذا شيء أنت لا تتقنه ولكن هل يستطيع القط المحادثة؟ لا. هل يستطيع القط القراءة؟ لا. فهذا هو السبب في أنك أفضل من القط لأنك تستطيع القراءة والمحادثة.»
كتب أندرو أومالي في بحثه عن أدب الأطفال في القرن الثامن عشر «أن مساعدة تشارلز للحيوانات جعله شخص مُحب للأعمال الخيرية وأصبح يساعد الأطفال الفقراء.»
تعلم تشارلز كيفية الاعتناء بالأشخاص من حوله من خلال مساعدة الحيوانات المحتاجة. فإنَّ باربولد لا تركز على الفرد في كتبها بل على الأشخاص. وكما قال مكارثي «إنَّ كل إنسان يحتاج إلى إنسان آخر كي يستطيع الاستمرار بالعيش، فالبشر يفضلون التشارك.»
كان من المفترض دمج كتاب دروس للأطفال مع كتابها الآخر تراتيل النثر من أجل الأطفال (1781)، حيث أن الكتابين كانا من أجل تشارلز ووَضّح فريدريك جوزيف وهو باحث في أدب الأطفال أنَّ الكِتابيْن يشتاركان في نفس الأفكار ولكن روسو قبل أحدهما ورفض الآخر. فالاعتقاد بأن الطفل عليه أن يفكر بالطبيعة سوف يقوده إلى التفكير في طبيعة الله. ومع ذلك أشار بعض العلماء المعاصرين إلى عدم وجود رموز دينية في كتابات باربولد، لأنها كانت علمانية.
تقييد حرية الطفل هي إحدى أكثر الموضوعات التي تم التحدث عنها في كتاب باربولد، وهو الموضوع الذي احتار النقاد في تفسيره إذا ما كان إيجابيًّا أو سلبيًّا.
اطلقت الناقدة ماري جاكسون في القرن الثامن عشر كتاب «الطفل المعاصر» كما جادلت قائلة «أن الطفل المعاصر قليلًا ما يصنع قرارات حقيقية مهمة بدون موافقة والديه، باختصار الطفل المعاصر يعد نموذجاً مثاليًا للطاعة الواجبة والفضيلة والإدراك المناسب.» لكن باحثين آخرين مثل: سارة روبنس التي قالت أن باربولد قدمت صور عن الحرية في سلسلة كتابها اللاحقة وأن التعليم بالنسبة لباربولد هو الانتقال من ضبط النفس إلى الحرية، وضربت مثالًا بتشارلز الذي انتقل من حضن والدته في بداية الكتاب إلى جلوسه على المقعد في الجزء الثاني ثم انفصاله تماما عنها في الكتاب الأخير.

## ميراثها

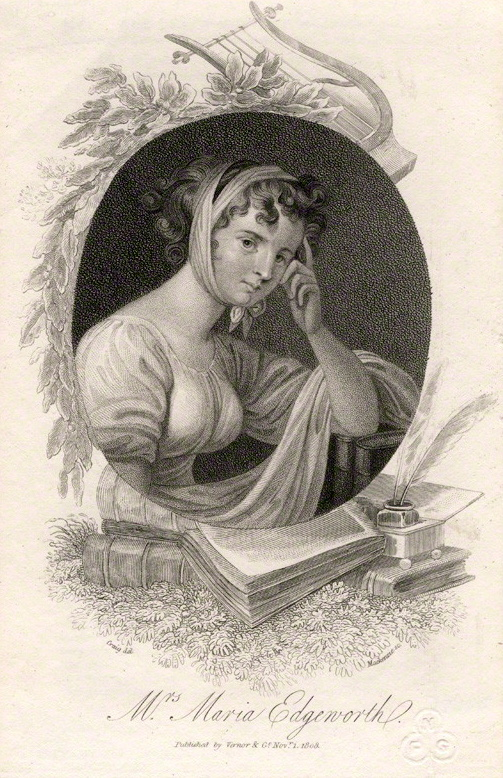
ماريا ايدجوورث واحدة من أهم كتّاب الأطفال الذين استفادوا من ابتكارات باربولد.

كان لأعمال باربولد تأثير غير مسبوق على الكتابات الشعرية لويليام ووردزوورث ووليم بليك وخاصة على عمل بليك: «أغاني البراءة والخبرة» ( المنشورة بين عام 1789-1794)، واستُخدمت كُتبها لتدريس طلاب المدارس في أمريكا وبريطانيا. وتعتبر نصوصها مثال للأمومة في الولايات المتحدة في القرن التاسع عشر، فأكدت على مفهوم أن الأم هي معلِمة الأمة. وكتبت الكاتبة والناقدة شارلوت ماري يونج (عام 1869) أن كتب باربولد تسببت في تعليم القراءة لثلاثة أرباع الطبقة العليا للأجيال الثلاثة السابقة. وقالت الشاعرة إليزابيث باريت براونينغ أنها وبعمر التاسعة والثلاثين ما زالت تحفظ بداية كتاب دروس للأطفال.
لاحظ جميع الكُتاب الطبيعة الثورية لكتب باربولد. ووصف كاتب القرن الثامن عشر فرانسيس بيرني بعد لقاءه بباربولد «بأنها الكاتبة ذات الكتب الأكثر نفعًا بعد الآنسة سارة تريمر فهي كتبت للأطفال الصغار قصائد جميلة وأغانٍ حظيت بشهرة واسعة وهذا يستحق كل التقدير. من المؤكد أن غيرها كتب مثل هذه الكتب لكن القليل كانوا أفضل منها، فكُتبها بدأت ثورة جديدة في الأدب والتي بدورها ساعدت الأباء على فهم أطفالهم.»
آمنت باربولد بأهمية رسالتها واعتبرتها عملًا نبيلًا، وعلى الجميع أن يتبع خطواتها. قالت بيتسي روفر التي كتبت سيرة باربولد الذاتية: «أن باربولد رفعت من شأن كُتب الأطفال، إذ كانت تكتب بمعايير عالية وترفض أن تجعل أسلوبها سهلًا وبذلك ألهمت العديد من الكتاب ليفعلوا مثلها.»
لقد حفزت سارة تريمر وهانا مور للكتابة للأطفال الفقراء ولتنظيم حركة مدرسة الأحد على نطاق واسع. بدأتا آن وجين تايلور بكتابة الشعر للأطفال وأشهر عمل كان أغنية «توينكل توينكل». وقامت إلينور فين بصنع ألعاب للأطفال وأهم لعبة كانت اصطياد الذباب (الصادرة في عام 1784 ). وبدأ ريتشارد لوفيل إيدجورث واحدة من أولى الدراسات المنهجية لتنمية الطفولة في أطروحة تعليمية شارك في تأليفها مع ماريا ايدجوورث بعنوان التعليم العملي (المنشورة في عام 1798 ). وشارك أيضًا في مجموعة كبيرة من قصص الأطفال بقلم ماريا الذي سٌمي بكتاب مساعدة الآباء (المنشورة في عام 1789). وكتب ريتشارد لوفيل كتاب آخر بمساعدة توماس داي فأسموا الكتاب «تاريخ ستانفورد وميرتون» ولكن أصبح الكتاب أكبر مما توقعوا ونشروه لوحده.
في النصف الثاني من عام 1790، كتبت باربولد وشقيقها، الطبيب جون أيكين، سلسلة ثانية من الكتب، «الأمسيات في المنزل»، والتي تهدف إلى قُراء أكثر تقدمًا، تتراوح أعمارهم ما بين 8 و12 عامًا. ورغم أن السلسلة لم تنل شهرة، إلا أنها كانت متداولة وبقيت تُطبع على مدار عقود. وأعيد طبع الدروس وترجمتها وتقليدها حتى القرن العشرين؛ وفقًا لمايرز، ساعدت كتب باربولد في خلق تقليد أنثوي للكتابة التربوية.

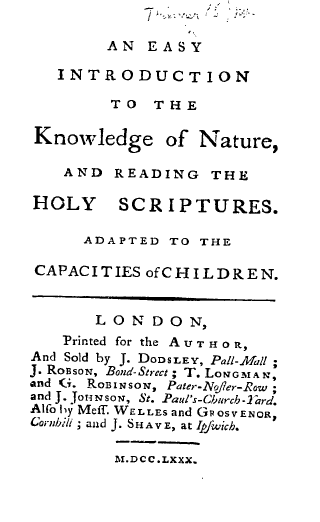
العنوان مأخوذ من صفحة كتاب سارة تريمر (مقدمة سهلة لعلوم الطبيعة عام 1780) والتي تعترف بتأثير باربولد على كتابها.

واجهت باربولد عدة من الانتقادات اللاذعة على الرغم من أنها كانت تعتبر مبتكرة في مجال التعليم. فسخِر منها السياسي تشارلز جيمس فوكس والناقد الأدبي صمويل جونسون ووصفوا كتبها للأطفال بسخافة وهدرًا لمواهبها. دوَن جيمس بوزويل أفكار جونسون عام 1791 كالآتي:
«أن محاولة جعل الأطفال أكثر حكمة قبل وقتهم هي مهمة بدون جدوى، ان الأطفال لن ينضجوا قبل أوانهم لذلك لن تصل باربولد إلى شيء بمحاولتها هذه. فلا فائدة من جعل شخصية متدينة صغيرة تتحدث مع الحيوانات كما كانت باربولد تفعل حين تقول للطفل هذه قطة وهذا الكلب لديه أربعة أرجل وذيل، أنظر أنت أذكى من الحيوانات.»
نشرت باربولد كتابًا ناجحًا للشعر في عام 1773، وكان جونسون معجبًا به إلى حد كبير؛ ورأى تحولها إلى أدب الأطفال أمرًا رائعًا. ومع ذلك، فإن أكثر الانتقادات تدميرًا، جاءت من كاتب المقالات تشارلز لامب في رسالة إلى الشاعر صامويل تايلر كولريدج:
«أن أعمال باربولد قضت على جمالية قصص الأطفال القديمة. وأن أعمال باربولد والآنسة تريمر مجرد أكوم من الهراء على شكل مادة علمية للطفل. حيث أن المعلومات التي يكتسبها الطفل مثل أن الحصان هو حيوان وأن الماعز أفضل من الحصان هي معلومات فارغة وسخيفة لا يحتاجها الطفل إطلاقًا. فبدلا من تعلميهم القصص الخرافية نحن نعلمهم الجغرافيا والتاريخ الطبيعي، فالأطفال لا يحتاجون العلم بل يحتاجون الشعر، متى سوف تنتهي هذه الكتابات الشريرة التي لا تغذي مخيلة لأطفال. اللعنة على باربولد وطاقمها الذين دمروا كل ما هو إنساني وطفولي.»
تم استخدام هذا الاقتباس من قبل الكتاب والعلماء لإدانة باربولد والكتاب التربويين الآخرين لمدة قرن. كما يجادل مايرز:
«يعبر لامب عن رأيه بقوله أن الطريقة البدائية التي نُدرس بها الأدب أصبحت طريقة مؤسساتية فنحن حصرنا الدراسة بكتب التاريخ والصفوف المدرسية، بينما كانت المخيلة الواسعة هي التي تعبرُ أدبًا عكس العلم الذي لا يشجع على البصيرة والخيال. أن قسم اللغة الإنجليزية الحديثة مُكون من قسمين، الأول مسيطر عليه من قبل الرجال والذين يستخدمون خيالهم في الكتابة والقسم الآخر النساء، وهم يدرسون الأدب المكتوب من قبل الرجال وبسبب ذلك هبط مستوى الأدب.»
لم يُعترف ببارلود وغيرها من الكتابات في أدب الأطفال حتى تسعينيات القرن الماضي، وفي بداية الألفية الجديدة، وكما وضح ميرز «فأن العلماء النسويات لم يأبهن لأمر للمعلمات اللواتي كتبن في الأدب.» أن أعمال باربولد في أدب الأطفال اعتُبِرت أعمال خبيثة ظهرت ضد فترة الحركة الرومانسية التي كانوا الأطفال يتربون عليها، فالحركة كانت مُسيطر عليها من قبل الرجال أمثال ووردزوورث وبليك.
فأن الرجال المنتمون للحركة الرومانسية لم يهتموا بتطوير التعليم بل جسدت أعمالهم مواضيع أخرى مثل الحنين للشباب الضائع وتأثير الغريزة على الشباب، وتلك المواضيع لم تُطرح من قبل النساء في ذلك الوقت.
بدء حديثًا دراسة تعقيدات كتاب باربولد دروس للأطفال، وقال مكارثي أن هناك أوجه الشبه بين كتاب باربولد وبين كتاب ت. س. إليوت «الأرض اليباب» لكن لم تكتشف بعد:
| دروس للأطفال                                                                                    |  | الأرض اليباب |
| ----------------------------------------------------------------------------------------------- |  | --- |
| تعال، دعنا نذهب إلى المنزل، إنه المساء. انظر.. إلى طول ظلي هو مثل عملاق أسود كبير يطارد بُعدي... |  | تعال تحت ظل هذه الصخرة الحمراء وسوف ُتظهر لك شيئا مختلفا عن بعض ظلك في الصباح يخطو خلفك أو ظلك في المساء يرتفع لمقابلتك |

## روابط خارجية
- دروس للأطفال  من الجزء الأول إلى الرابع
- آنا، ليتيشا باربولد (1814). دروس للأطفال من ثلاث إلى أربع سنوات. جي كومينغ. مؤرشف من الأصل في 2014-07-04. الصفحات المفقودة 1–10.